# Pic de Jamaïque
Melanerpes radiolatus
Espèce
Statut de conservation UICN

 LC  : Préoccupation mineure
Le Pic de Jamaïque (Melanerpes radiolatus) est une espèce d'oiseaux de la famille des Picidae, endémique de la Jamaïque.